# Celtic Legacy
Celtic Legacy es una banda de heavy metal con algunos elementos de folk metal, originaria de Dublín, Irlanda, formada en 1997 por el guitarrista Dave Morrissey. Muchas de las letras de sus canciones están basados en la mitología irlandesa.
Según el grupo, sus influencias musicales incluyen Iron Maiden, Deep Purple, Thin Lizzy y Queensrÿche.
Luego de 10 años de trayectoria, la banda se disuelve en 2009. En 2011 el fundador Dave Morrissey comienza a trabajar en un proyecto solista, al que se le une dos años más tarde el vocalista Ciarán Ennis. El material compuesto comienza a asemejarse al estilo de Celtic Legacy, decidiendo así ambos iniciar la segunda etapa de la banda. Actualmente son los únicos dos miembros permanentes del grupo. En 2014 editan The Lie of the Land.

## Discografía

### Álbumes de estudio
- 1998: Celtic Legacy
- 2003: Resurrection
- 2008: Guardian Of Eternity
- 2014: The Lie of the Land

## Miembros
- Dave Morrissey - Guitarra/Teclado (1997-2009) (2013-Actualidad)
- Ciarán Ennis - Voz (2007-2009) (2013-Actualidad)

Miembros pasados
- Dave Boylan - Bajo/Voz
- Keith Hendley - Guitarra/Voz
- Joe Farrell - Batería